# الکساندر وان هومبولدت دوم
الکساندر وان هومبولدت دوم (به انگلیسی: Alexander von Humboldt II) یک کشتی است که طول آن ۶۵ متر (۲۱۳ فوت) می‌باشد. این کشتی در سال ۲۰۱۱ ساخته شد.